# Championnats d'Asie de taekwondo 2010
Navigation
Édition précédente Édition suivante
Les championnats d'Asie de taekwondo 2010 ont eu lieu entre le 21 et le 23 mai 2010 à Astana, au Kazakhstan. Il s'agit de la dix-neuvième édition des championnats d'Asie de taekwondo.

## Podiums

### Hommes
| Catégorie             | Or                       | Argent            | Bronze                 |
| --------------------- | ------------------------ | ----------------- | ---------------------- |
| Poids Fin (–54 kg)    | Chutchawal Khawlaor      | John Paul Lizardo | Nariman Shakirov       |
| Poids Fin (–54 kg)    | Chutchawal Khawlaor      | John Paul Lizardo | Sobir Nazaraliev       |
| Poids mouche (–58 kg) | Pen-Ek Karaket           | Wei Chen-yang     | Xu Yongzeng            |
| Poids mouche (–58 kg) | Pen-Ek Karaket           | Wei Chen-yang     | Pheruz Sattarov        |
| Poids coq (–63 kg)    | Ham Kyu-hwan             | Chu Yuan-chih     | Reza Naderian          |
| Poids coq (–63 kg)    | Ham Kyu-hwan             | Chu Yuan-chih     | Zainobiddin Nazaraliev |
| Poids plume (–68 kg)  | Mohammad Bagheri Motamed | Jang Se-wook      | Mohammad Abu-Libdeh    |
| Poids plume (–68 kg)  | Mohammad Bagheri Motamed | Jang Se-wook      | Le Huynh Chau          |
| Poids léger (–74 kg)  | Farzad Abdollahi         | Kim Bae-hoon      | Dmitriy Kim            |
| Poids léger (–74 kg)  | Farzad Abdollahi         | Kim Bae-hoon      | Li Lai                 |
| Poids Welter (–80 kg) | Masoud Hajji Zavareh     | Alisher Gulov     | Sultan Kassymov        |
| Poids Welter (–80 kg) | Masoud Hajji Zavareh     | Alisher Gulov     | Marlon Avenido         |
| Poids moyens (–87 kg) | Jung Young-han           | Yousef Karami     | Yazan Al-Sadeq         |
| Poids moyens (–87 kg) | Jung Young-han           | Yousef Karami     | Yin Zhimeng            |
| Poids lourds (+87 kg) | Hossein Tajik            | Arman Chilmanov   | Abdulqader Al-Adhami   |
| Poids lourds (+87 kg) | Hossein Tajik            | Arman Chilmanov   | Kim Jung-Soo           |

### Femmes
| Catégorie             | Or                | Argent              | Bronze              |
| --------------------- | ----------------- | ------------------- | ------------------- |
| Poids Fin (–46 kg)    | Jeon Seo-yeon     | Yu Hu-chia          | Dana Haidar         |
| Poids Fin (–46 kg)    | Jeon Seo-yeon     | Yu Hu-chia          | Aizhan Alizhanova   |
| Poids mouche (–49 kg) | Wu Jingyu         | Erika Kasahara      | Chanatip Sonkham    |
| Poids mouche (–49 kg) | Wu Jingyu         | Erika Kasahara      | Yang Shu-chun       |
| Poids coq (–53 kg)    | Lei Jie           | Samaneh Sheshpari   | Lee Su-ji           |
| Poids coq (–53 kg)    | Lei Jie           | Samaneh Sheshpari   | Shahd Al-Tarman     |
| Poids plume (–57 kg)  | Tseng Pei-hua     | Hou Yuzhuo          | Sousan Hajipour     |
| Poids plume (–57 kg)  | Tseng Pei-hua     | Hou Yuzhuo          | Jung Jin-Hee        |
| Poids léger (–62 kg)  | Kim Mi-kyung      | Chonnapas Premwaew  | Nghiem Thi Huyen    |
| Poids léger (–62 kg)  | Kim Mi-kyung      | Chonnapas Premwaew  | Lia Karina Mansur   |
| Poids Welter (–67 kg) | Woo Seu-mi        | Dilobar Saydullaeva | Parisa Farshidi     |
| Poids Welter (–67 kg) | Woo Seu-mi        | Dilobar Saydullaeva | Chuang Chia-chia    |
| Poids moyens (–73 kg) | Feruza Yergeshova | Han Yingying        | Rapatkorn Prasopsuk |
| Poids moyens (–73 kg) | Feruza Yergeshova | Han Yingying        | Sun Ai-chi          |
| Poids lourds (+73 kg) | Oh Hye-ri         | Evgeniya Karimova   | Wang Junnan         |
| Poids lourds (+73 kg) | Oh Hye-ri         | Evgeniya Karimova   | Eka Sahara          |

## Tableau des médailles
| Rang  | Nation         | Or | Argent | Bronze | Total |
| ----- | -------------- | -- | ------ | ------ | ----- |
| 1     | Corée du Sud   | 6  | 2      | 3      | 11    |
| 2     | Iran           | 4  | 2      | 3      | 9     |
| 3     | Chine          | 2  | 2      | 3      | 7     |
| 4     | Thaïlande      | 2  | 1      | 2      | 5     |
| 5     | Taipei chinois | 1  | 3      | 3      | 7     |
| 6     | Kazakhstan     | 1  | 1      | 3      | 5     |
| 7     | Ouzbékistan    | 0  | 2      | 4      | 6     |
| 8     | Philippines    | 0  | 1      | 1      | 2     |
| 9     | Japon          | 0  | 1      | 0      | 1     |
| 10    | Tadjikistan    | 0  | 1      | 0      | 1     |
| 10    | Jordanie       | 0  | 0      | 4      | 4     |
| 12    | Indonésie      | 0  | 0      | 2      | 2     |
| 12    | Viêt Nam       | 0  | 0      | 2      | 2     |
| 14    | Macao          | 0  | 0      | 1      | 1     |
| 14    | Qatar          | 0  | 0      | 1      | 1     |
| Total | Total          | 16 | 16     | 32     | 64    |